# 長野県道231号伊那八幡停車場線
長野県道231号伊那八幡停車場線（ながのけんどう231ごう いなやわたていしゃじょうせん）は、長野県飯田市八幡町の飯田線伊那八幡駅と国道151号交点を結ぶ一般県道。

## 概要

### 路線データ
- 起点：飯田市八幡町（飯田線伊那八幡駅）
- 終点：飯田市八幡町（伊那八幡駅交差点、国道151号交点）

## 交差する道路
- 長野県道232号新井伊那八幡停車場線（起点）
- 国道151号（終点）